# Afrikanischer Schmetterlingsbuntbarsch
Der Afrikanische Schmetterlingsbuntbarsch oder Thomas’ Prachtbarsch (Anomalochromis thomasi) ist ein 6 bis 8 cm langer in Westafrika von Guinea bis zum westlichen Liberia vorkommender Süßwasserfisch aus der Familie der Buntbarsche und bewohnt dort kleine Küstenflüsse und Bäche. 

## Merkmale
Der Afrikanische Schmetterlingsbuntbarsch hat eine typische Buntbarschgestalt, ähnlich der Gattung Hemichromis, bleibt allerdings kleiner als die Vertreter dieser Gattung. Rücken- und Afterflosse sind leicht zugespitzt, die Schwanzflosse abgerundet. Die Färbung der Art, es sind mehrere lokale Varianten bekannt, ist variabel, wobei die Tiere aus dem südlichen Sierra Leone und dem angrenzenden Liberia am kontrastreichsten gefärbt sind. Die Grundfärbung ist hellbraun, beige bis gelb. Horizontale Reihen von hellblauen Glanzpunkten erstrecken sich über die Körperseiten.
- Flossenformel: Dorsale XIV–XV/8–10; Anale III/7–9.

## Lebensweise
Der Afrikanische Schmetterlingsbuntbarsch lebt in kleinen Wasserläufen, die Regenwald und Buschland durchfließen. Die Gewässer sind in der Regel sauerstoffreich und führen klares, weiches und saures Wasser. Die Ernährung besteht aus Kleintieren, kleinen Fischen, Algen und besonders Schnecken, von denen die Fische trotz ihres relativ kleinen Maules selbst größere Exemplare fressen können. 

## Fortpflanzung

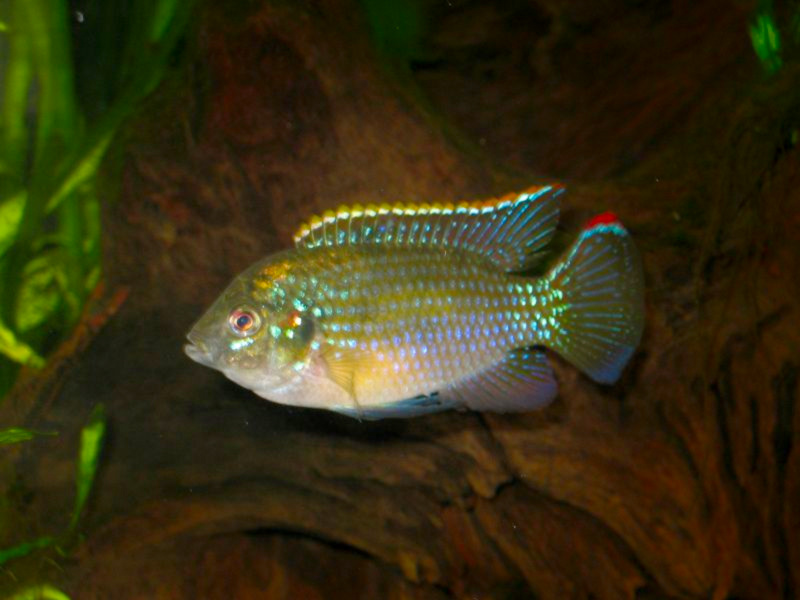
Männchen

Die Art zeigt ein ausgeprägtes Brutpflegeverhalten, wobei die Tiere monogame Offenbrüter sind. Gelaicht wird bevorzugt auf Flächen wie großen Blättern oder Steinen. Das Weibchen verteidigt den Laich vor allen möglichen Feinden. Die Gelege sind bis zu 500 Eier groß. Geschlechtsunterschiede sind nur schwer und auch erst bei ausgewachsenen Tieren zu erkennen, Weibchen sind oft kontrastreicher gefärbt und kleiner als die Männchen. Nachdem die Larven geschlüpft sind, werden diese in Mulden im Boden mehrmals umgebettet und auch noch nach dem Freischwimmen von beiden Elternteilen gepflegt.

## Systematik
Die Art wurde 1915 durch den britischen Ichthyologen George Albert Boulenger als Paratilapia thomasi beschrieben und nach dem Fänger der Typusexemplare N. W. Thomas benannt. 1985 wurde die Art durch Peter Humphry Greenwood in die monotypische Gattung Anomalochromis gestellt. Der Gattungsname setzt sich aus dem griechischen anomalos („abnorm, unregelmäßig“) und Chromis (Riffbarschgattung, in die früher auch Buntbarsche eingeordnet wurden) zusammen und bezieht sich auf eine Anomalität des Seitenlinienkanals auf dem Kiemendeckel und dem Unterkiefer. Der Afrikanische Schmetterlingsbuntbarsch ist am nächsten mit den Vertretern der Gattungen Hemichromis und Rubricatochromis verwandt und bildet mit dieser Gattung die Tribus Hemichromini. Die beiden Gattungen unterscheiden sich in der Struktur der Schlundzähne. Mit dem südamerikanischen Schmetterlingsbuntbarsch (Mikrogeophagus ramirezi) ist der Afrikanische Schmetterlingsbuntbarsch nicht näher verwandt.